# Aserbaidschaner

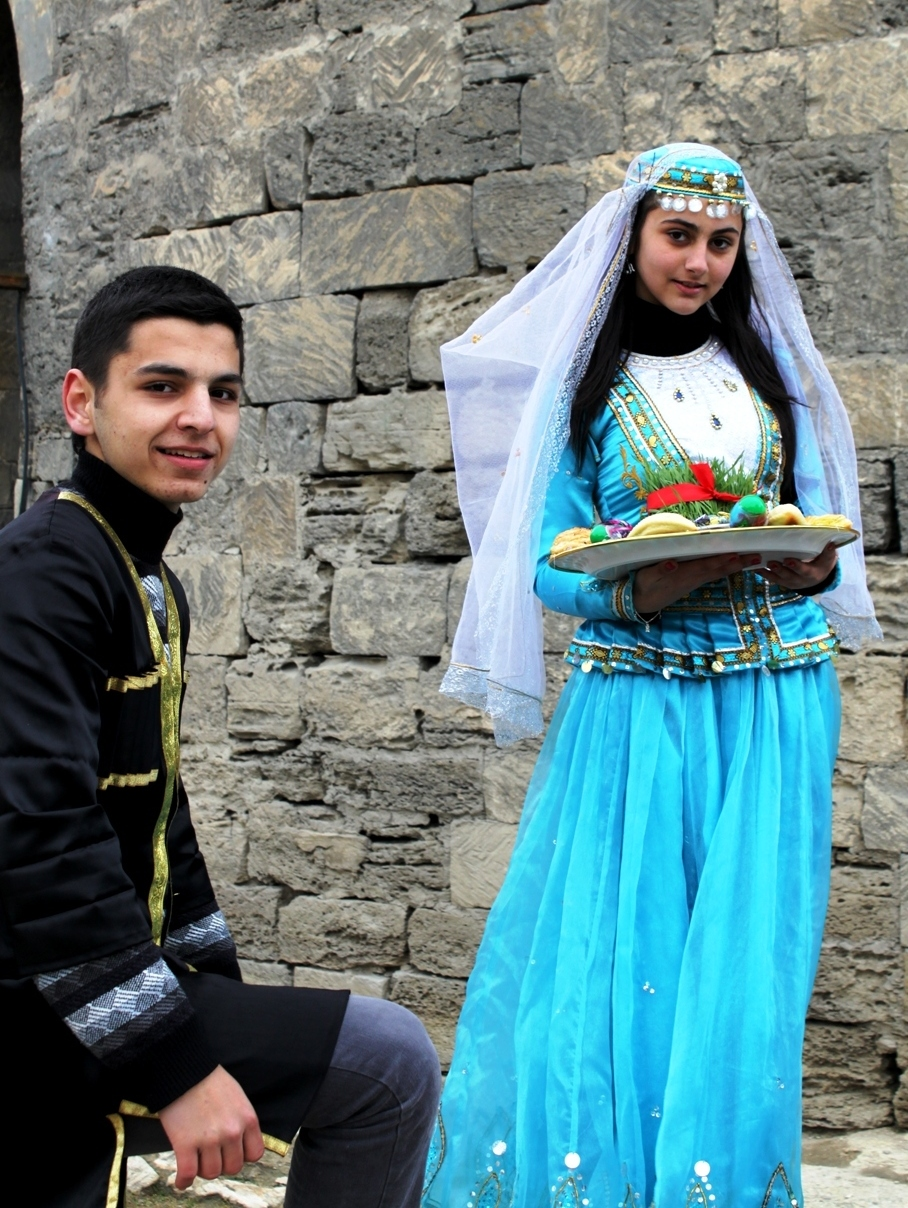
Aserbaidschaner in traditioneller Tracht

Aserbaidschaner oder Aseris (Eigenbezeichnungen Azərbaycanlılar und  Azərilər) sind eine turksprachige Ethnie in Westasien. In der Vergangenheit wurden Aserbaidschaner auf Grund der nahen sprachlichen Verwandtschaft zu den Türken häufig als aserbaidschanische Türken (Azərbaycan türkləri) bezeichnet. In Iran werden sie als Azari (persisch آذری Āẓarī) bezeichnet. In der Vergangenheit war auch die Fremdbezeichnung als „Tataren“ geläufig.
Ihr Siedlungsgebiet erstreckt sich vom Nordwesten Irans bis in die Republik Aserbaidschan.
Zahlreiche Aserbaidschaner sind im Laufe der Geschichte in andere Länder migriert, beispielsweise in die Türkei, nach Russland und Georgien, wo sie seit mehreren Generationen leben.

## Sprache
Die Sprache der Aserbaidschaner, das Aserbaidschanische (im unabhängigen Aserbaidschan 1918–20 so bezeichnet, in frühsowjetischer Zeit Türkische Sprache genannt, danach wieder aserbaidschanische Sprache), wird zum (west-)oghusischen Zweig der Turksprachen gerechnet. Damit ist sie eng mit dem Türkischen und Gagausischen sowie etwas entfernter mit dem Turkmenischen verwandt.

## Religion
Die Mehrheit der Aserbaidschaner sind Anhänger der Zwölfer-Schia. Religiöse Minderheiten sind Sunniten (meistens Hanafitisch), Zoroastrier, Christen und Bahai. Ein Teil der Aserbaidschaner in der Republik Aserbaidschan sind religionslos, viele beschreiben sich als kulturell muslimisch. Unter den Muslimen gibt es eine kleine Anzahl Naqschbandi (ein Sufiorden), besonders in Dagestan. Die etwa 5000 christlichen Aserbaidschaner in Aserbaidschan sind meist erst vor Kurzem konvertiert. Einige Aserbaidschaner in ländlichen Gegenden zeigen noch Elemente vorislamischer animistischer Religion, wie zum Beispiel der Glaube an heilige Orte und die Verehrung von Bäumen und Felsen. In Aserbaidschan werden neben den muslimischen Festen traditionellerweise auch andere religiöse Tage wie Weihnachten und Nouruz gefeiert. Nach dem Zusammenbruch der Sowjetunion erlebte der Islam aber eine Wiedergeburt. Immer mehr Menschen wandten sich dem Islam wieder zu. Die ersten salafistischen Missionare erreichten den Nordkaukasus Mitte der 1990er Jahre. Seit der Jahrtausendwende nimmt der Salafismus in Aserbaidschan zu. Im Jahr 2003 wurden bereits 65 Moscheen im Land von Salafisten kontrolliert.
Das Verhältnis zur Religion wird in der Republik Aserbaidschan unter anderem in der Verfassung festgelegt. Ihr Artikel 18 enthält (in der leicht geänderten Fassung aus dem Jahr 2009) drei Bestimmungen. Erstens: „In der Republik Aserbaidschan ist die Religion vom Staat getrennt. Alle religiösen Überzeugungen sind vor dem Gesetz gleich.“ Zweitens: „Die Verbreitung und Propagierung religiöser Strömungen, welche die Menschenwürde herabsetzen oder den Prinzipien der Humanität widersprechen, ist verboten.“ Und drittens: „Das Staatliche Bildungswesen trägt einen weltlichen Charakter.“

## Anzahl

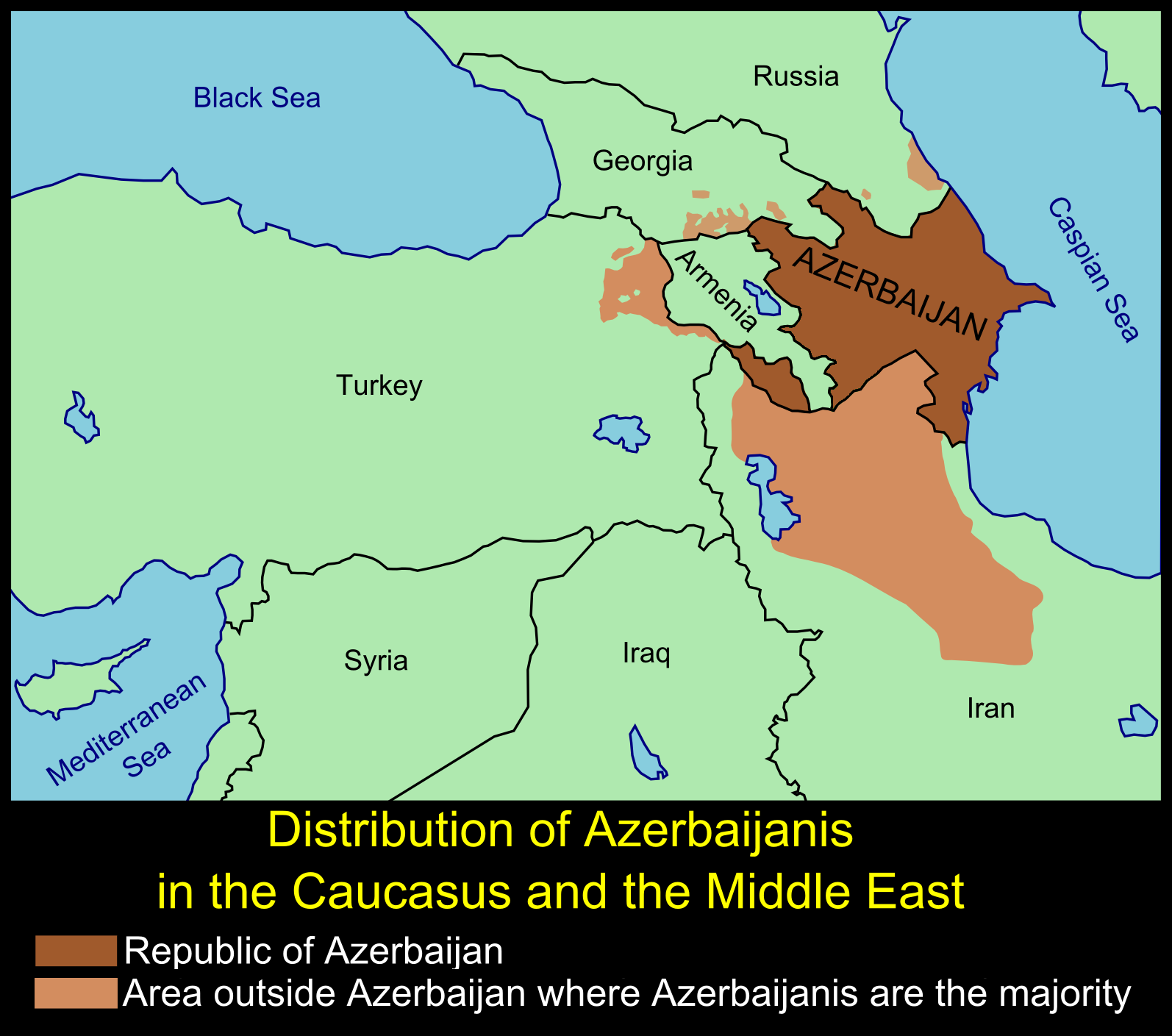
Das Siedlungsgebiet der Aserbaidschaner

Weltweit soll es etwa 30 bis 32 Millionen Aserbaidschaner geben, wobei die genaue Anzahl stark umstritten ist. Es leben in
- Aserbaidschan: rund 8,9 Millionen (91 % der Einwohner)[18]
- Iran: zwischen rund um 12,5 bis 19 Millionen[19][20]
- Russland: 622.000, in Dagestan auch als Derbent-Turkmenen bezeichnet
- Türkei:  535.000, überwiegend in den Provinzen Iğdır und Kars
- Irak: 340.000
- Georgien: um 300.000
- Armenien: Bis zum Bergkarabachkonflikt über 160.000, fast alle sind von 1988 bis 1991 nach Aserbaidschan geflohen
- Kasachstan: 78.000
- Frankreich: 70.000
- Usbekistan: 62.000
- Turkmenistan: 52.000
- Ukraine: 45.000
- Syrien: 30.000
- Andere Länder wie u. a. Vereinigte Staaten, Niederlande, Deutschland, Vereinigte Arabische Emirate, Kanada, Vereinigtes Königreich, Belarus, Jordanien (als syrische Turkmenen bezeichnet)

## Aserbaidschaner in Iran
In Iran leben etwa doppelt so viele Aserbaidschaner wie in Aserbaidschan; die iranische Regierung spricht von 15 Millionen Aserbaidschanern in Iran, aserbaidschanische Nationalisten von 60 Millionen. Nach dem Fischer Weltalmanach 2018 sind es 14 % (rund 12 Mio.) der Einwohner Irans.
Die Aserbaidschaner unterstützten 1979 die Islamische Revolution, weil sie sich davon eine Befreiung vom persischen Chauvinismus der Pahlavi-Dynastie erhofften. Die islamische Republik hat jedoch den persischen Nationalismus beibehalten, weshalb die Treue der Aserbaidschaner zum politischen System rückläufig ist. Gleichwohl fühlen sie sich nicht so marginalisiert wie während der Pahlavi-Zeit. Die Aserbaidschaner in Iran können sich durch Anpassung an die persische Mehrheit entfalten. Sie spielen in den iranischen Streitkräften eine wichtige Rolle und halten große Teile des Teheraner Basars in ihren Händen. Auch der iranische Religionsführer Ali Chamenei ist väterlicherseits aserbaidschanischer Abstammung. Die Einwohner der Republik Aserbaidschan empfinden sich als fortschrittlicher und weniger religiös und stehen deshalb den Aserbaidschanern in Iran mit Skepsis gegenüber. Für die iranische Führung ist die Existenz der unabhängigen Republik Aserbaidschan insofern eine Herausforderung, weil sie aufgrund ihrer Bodenschätze im Verhältnis zur geringen Bevölkerungszahl ihren Bewohnern einen höheren Lebensstandard bieten kann als Iran. Somit besteht die Gefahr, dass Unzufriedenheit unter den Aserbaidschanern auf der iranischen Seite der Grenze eine ethnische Komponente bekommt, was für die aserbaidschanisch-iranischen Beziehungen eine gewisse Belastung darstellt.